# الصمعة
الصمعة هي مدينة تونسية تقع في ولاية نابل.

تكوّن بلدية يقطنها 287 6 نسمة حسب التعداد الرسمي في 2004. وتنتمي إداريا لمعتمدية بني خيار.

شيدت المدينة على تلال عند سفوح سلسلة جبال الظهير التونسي. تقع المدينة على ضريح قديم يرجع للقرن الثاني قبل الميلاد، حسب المؤرخ الفرنسي فرنان بنوا في 1931. علاوة على ذلك، يأتي اسم المدينة من العربية الفصحى من كلمة صومعة، أي قمة تل أو مكان يقطنه ناسك، وفي الإسلام الصومعة أو الصمعة هي المئذنة التي ينادى منها للصلاة. عدة آثار ترجع للعصر القرطاجي والروماني، كما تبينه عملة معدنية اكتشفت على عين المكان مؤرخة بحكم تراجان.

سيدي علي الصمعي، هو صوفي من القرن الثالث عشر، ويعتبر الولي الصالح للمنطقة. حسب الأحاديث المتداولة في المدينة، فهو جد أغلب سكانها.

أثناء العهد العثماني، أنتجت الصمعة بعض المنتجات مثل الحصير والسلال والمكانس وكانت تباع في جميع أنحاء البلاد. في حوالي 1860، كان في المدينة سوى 442 نسمة.

الطريق الرابطة بين الصمعة وبني خيار تم توسيعه في 1925، وتم إنشاء مدرستين فرنسيتين عربيتين وذلك في 1927 و1952. في 16 ديسمبر 1942، تم تكوين خلية للحزب الحر الدستوري الجديد في الصمعة. تم توقيف مقاومين في المدينة من قبل القوات المسلحة الفرنسية في 28 يناير 1952 وتم ترحيلهم إلى الزعرورة في الجنوب التونسي.

## صور

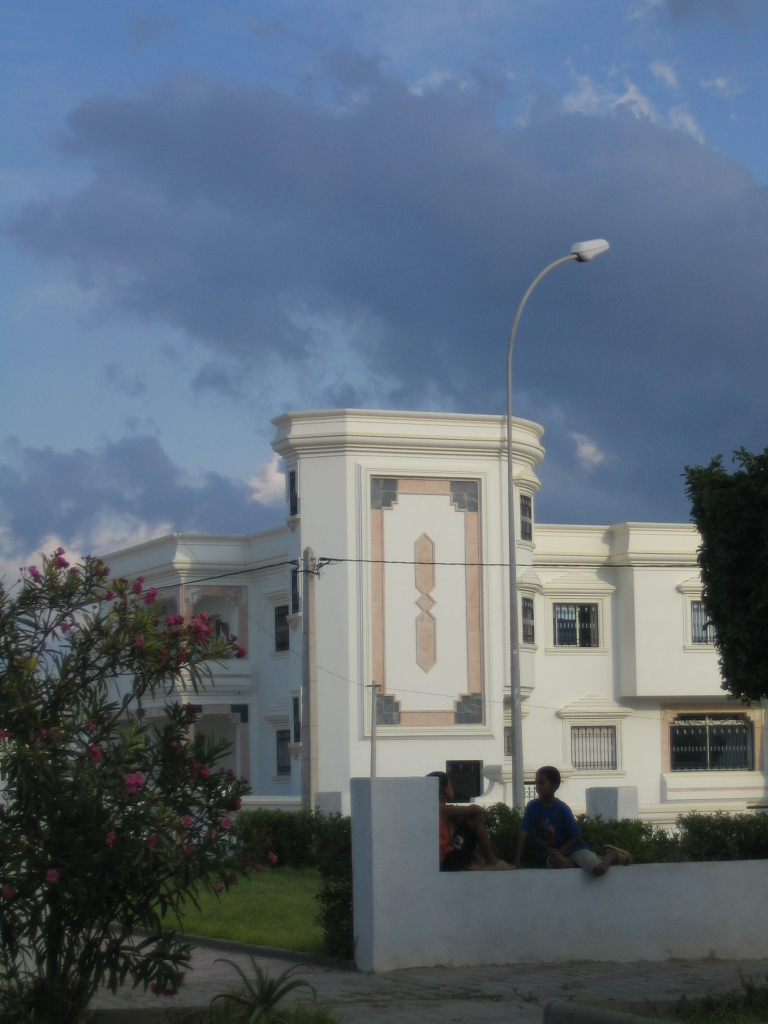
ساحة الزهور.
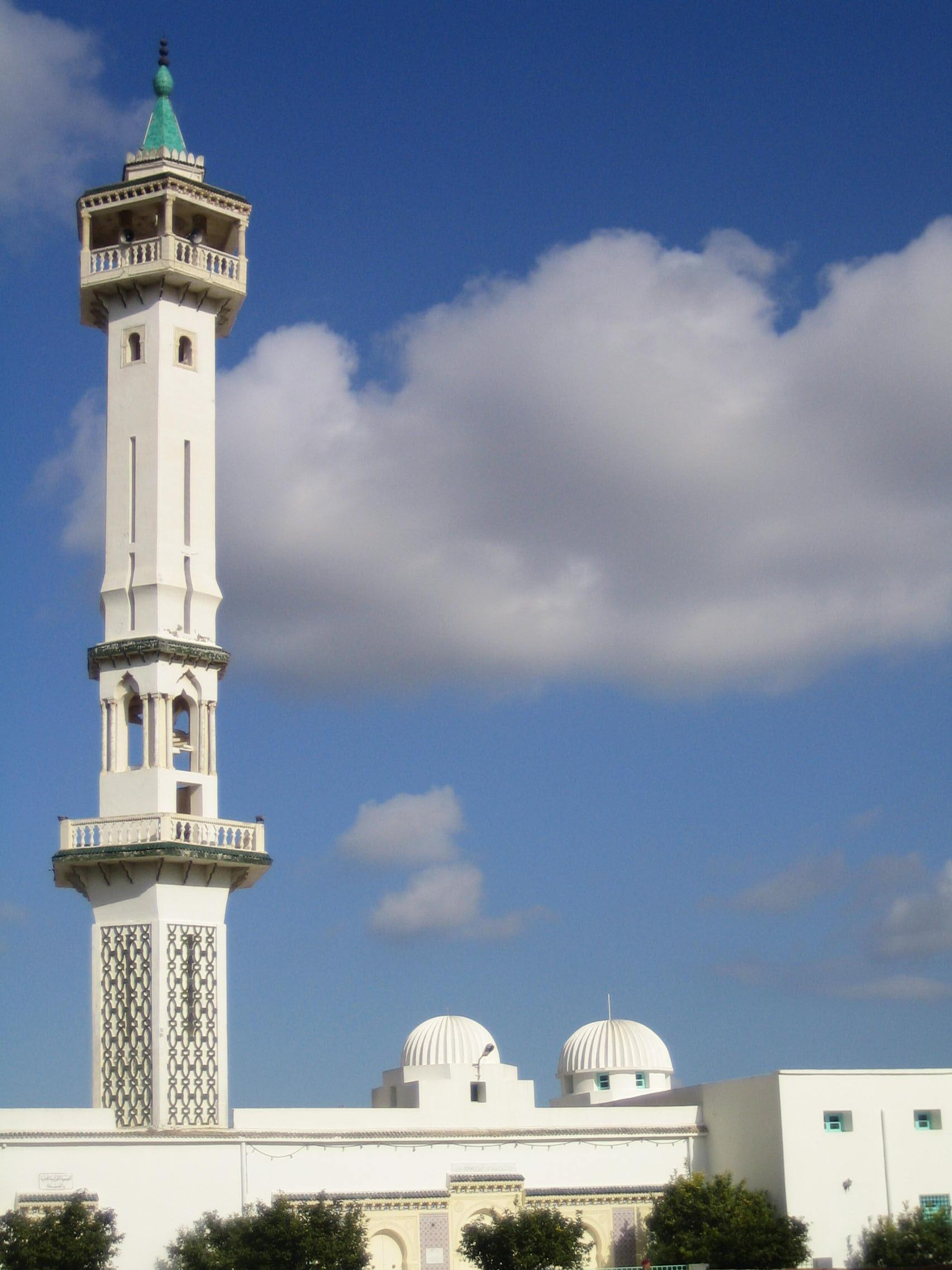
مسجد السلام.
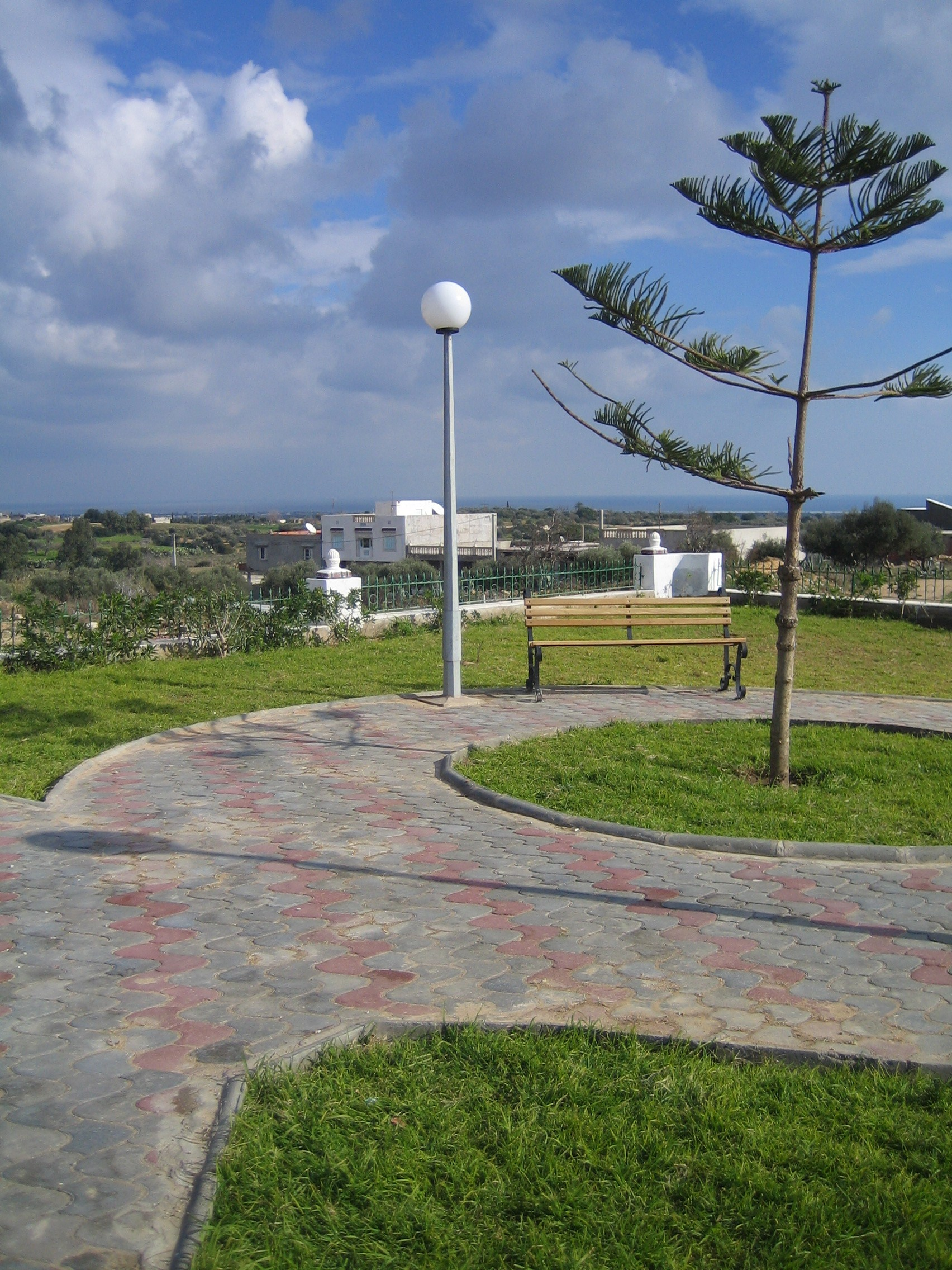
الحديقة العمومية.
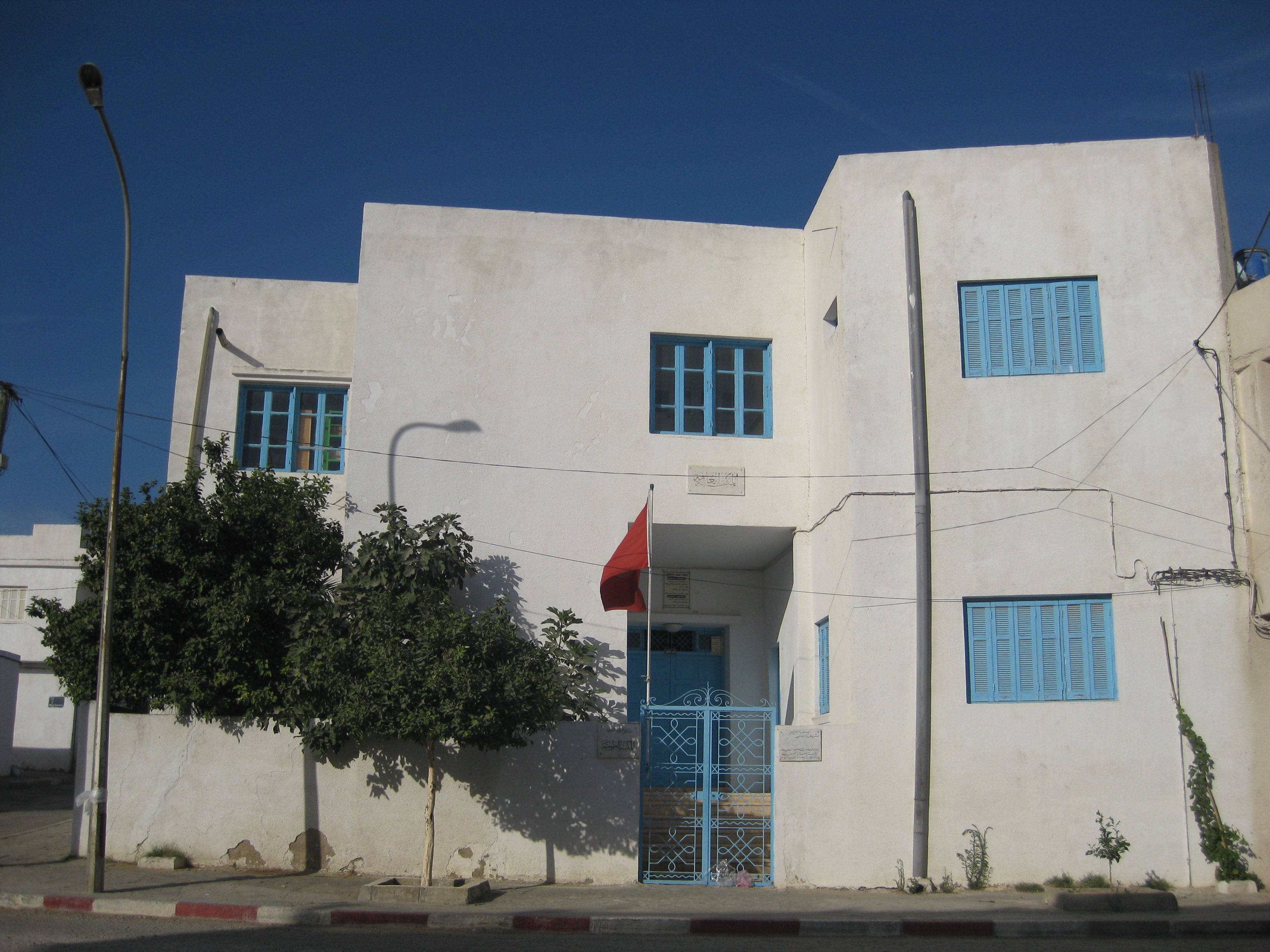
المكتبة العمومية.